# Усумасінта
Усумасінта (ісп. Usumacinta) — річка у Центральній Америці. Протікає південно-східною частиною Мексики і північним заходом Гватемали. Її загальна довжина становить 960 км, сама річка відноситься до найбільш повноводних річок Центральної Америки. Утворюється в результаті збігу річок Пасьйон і Салінас, обидві з яких виникають в Гватемалі. Усумасінта утворює межу між Гватемалою і мексиканським штатом Чіапас. Нижче за течією Усумасінта перетинає штат Табаско і впадає в Мексиканську затоку. На березі Усумасінти розташовані руїни стародавнього міста мая Яшчилана.